# Inlands tingslag
Inlands tingslag var mellan 1948 och 1955 ett tingslag i Göteborgs och Bohus län i Inlands domsaga. Tingsplatser var i Stenungsund och Kungälv.
Tingslaget omfattade häraderna Inlands Södre, Inlands Nordre, Inlands Torpe och Inlands Fräkne. 
Tingslaget bildades 1948 av Inlands södra tingslag och Inlands norra tingslag. Tingslaget uppgick 1 januari 1955 i  Orusts, Tjörns och Inlands tingslag och Hisings, Sävedals och Kungälvs tingslag